# Alexander Galloway
Alexander Galloway (* 1776; † November 1847) war ein englischer Mechaniker und Anhänger des frühen britischen Radikalismus.

## Lebensdaten (Auswahl)
Politisch war er mit Francis Burdett verbunden. In den 1790ern war er Präsident der  London Corresponding Society und später Unterstützer der United Irishmen (vgl. Society of United Irishmen, Irische Rebellion von 1798) sowie der griechischen Revolution.
Galloway war mit mehreren Werkstätten einer der führenden Londoner Handwerker seiner Zeit. Der 1813 von ihm eingestellte Joseph Clement erkannte, dass Galloway viele Chancen verpasste. Er überwachte seine Werkstätten nur selten, und der Einsturz seines gusseisernen Werkstattdaches kostete mehrere Arbeiter das Leben.
Mitte der 1820er Jahre wurde Galloway einer der größten Arbeitgeber Londons. 1826 erhielt er den Auftrag, sechs Dampfmaschinen für Kriegsschiffe zu liefern, die die Griechen in ihrer Revolution (1821–1829) unterstützen sollten. Diese wurden jedoch nicht rechtzeitig fertig. 1836 bis 1839 war Henry Deacon sein Lehrling.
Sein Sohn, John Alexander Galloway (* um 1804; † 16. Juni 1850) arbeitete im Betrieb mit und ging 1845 im Auftrag von Muhammad Ali Pascha nach Ägypten, wo er eine Eisenbahnstrecke durch die Wüste von Kairo nach Suez entwerfen sollte.